# Les Sextraordinaires Aventures de Zizi et Peter Panpan
 (avril 2011).
Si vous disposez d'ouvrages ou d'articles de référence ou si vous connaissez des sites web de qualité traitant du thème abordé ici, merci de compléter l'article en donnant les références utiles à sa vérifiabilité et en les liant à la section « Notes et références ».
Les Sextraordinaires Aventures de Zizi et Peter Panpan est une bande dessinée pour adultes française de Gérard Lauzier parue en 1974 dans le magazine masculin Lui.

## L'œuvre

### Synopsis
Zizi et Peter Panpan, les deux héros de la bande dessinée, sont soumis à une expérience scientifique, au cours de laquelle ils atteignent l'orgasme total, franchissant ainsi un nouveau seuil dans la sexualité humaine. Ceci leur vaut d’être d’abord considérés par les spécialistes comme atteints d'une anomalie sexuelle ; leur aventure est considérée dans toute la France, par toutes les minorités, comme un signe d'espoir. 
Rapidement, le simple phénomène médiatique se transforme en une réelle crise politique ; l'État décide d’enfermer Zizi et Peter Panpan. Dès lors, des femmes organisent des manifestations naturistes, et défilent nues dans les rues, des viols sont commis sur les représentants de l'ordre ou sur des ambassadrices, le nombre d'atteintes à la pudeur explose, certains copulent en public. Ayant atteint une popularité sans limites, le couple est libéré par un grand mouvement populaire, en laissant derrière lui une nouvelle vision de la sexualité.

### Commentaires
Cette bande dessinée correspond aux thèmes de prédilection du magazine où elle a été publiée en premier, Lui. En effet, l'histoire mettant en images une révolution sexuelle totalement inédite et d'une ampleur titanesque, permet à son auteur de dessiner des images qui frisent la pornographie, mais ne se détournent jamais de leur objectif principal : faire rire.
Le titre est tiré de l'expression populaire « faire zizi-panpan » : faire l'amour.